# Liechtensteiner Cup 1978/79
Der Liechtensteiner Cup 1978/79 war die 34. Austragung des Fussballpokalwettbewerbs der Herren in Liechtenstein. Der FC Balzers gewann zum dritten Mal den Titel.

## Teilnehmende Mannschaften
Folgende sieben Mannschaften nahmen am Liechtensteiner Cup teil:
| - FC Schaan - FC Vaduz - FC Ruggell - FC Triesenberg | - FC Balzers - USV Eschen-Mauren - FC Triesen |

## 1. Vorrunde
Der USV Eschen-Mauren hatte für diese Runde ein Freilos. 
|            | Ergebnis        |                |
| ---------- | --------------- | -------------- |
| FC Triesen | 3:3 (3:4 n. E.) | FC Triesenberg |
| FC Balzers | 5:3             | FC Schaan      |
| FC Ruggell | 1:4             | FC Vaduz       |

## Halbfinale
|                   | Ergebnis |            |
| ----------------- | -------- | ---------- |
| FC Triesenberg    | 2:5      | FC Balzers |
| USV Eschen-Mauren | 3:1      | FC Vaduz   |

## Finale
Das Finale fand am 1. Mai 1979 in Schaan statt.
| Datum      |            | Ergebnis |                   |
| ---------- | ---------- | -------- | ----------------- |
| 01.05.1979 | FC Balzers | 3:1      | USV Eschen-Mauren |